# Italochrysa italica
Italochrysa italica Rossi, 1790, è un insetto dell'ordine dei Neurotteri (famiglia Chrysopidae) diffuso in Europa meridionale e nel bacino del Mediterraneo.

## Descrizione
I. italica somiglia a Chrysoperla carnea, da cui si differenzia soprattutto per il colore della livrea che non è marcatamente verde.

## Distribuzione e habitat
La specie è presente in Europa meridionale, in Francia, Polonia, in Nord Africa e in Medio oriente . In Italia, da cui il nome, è ampiamente distribuita.
Predatrice delle formiche Crematogaster scutellaris si riproduce vicino agli alberi dove sono presenti colonie di queste formiche.